# Trihomonijaza
Trihomonijaza je infekcija rodnice ili muškog spolnog sustava koju uzrokuje Trichomonas vaginalis.

## Uzročnik
Riječ je o spolno prenosivoj bolesti čiji je uzročnik bičaš Trichomonas vaginalis, spolno prenosiva protozoa koja muškarce zaražuje rjeđe od žena (~20 % žena reproduktivne dobi). 

## Simptomi kod žena
Kod žena dolazi do upale rodnice koje se očituje svrbežom stidnice i same rodnice, promijenjenim iscjetkom i, ponekad, neugodnim peckavim mokrenjem.

## Simptomi kod muškaraca
Kod muškaraca se također može dogoditi nastanak infekcije što se osjeti peckanjem kod mokrenja i bolnim testisima. 

## Liječenje
Za liječenje infekcije preporučuju se lijekovi 5-nitroimidazoli: metronidazol, tinidazol, ornidazol ili nimorazol u obliku tableta i vaginaleta.
Tablete se uzimaju u dozi od 2 g tijekom jednodnevne terapije ili podijeljeno kroz pet dana, dok se vaginalete rabe 10 dana. Nužno je liječenje i partnera bez obzira na eventualni nedostatak simptoma bolesti.
Bičaš se prenosi uglavnom spolnim putem, što se sprječava suzdržavanjem (apstinencijom) od spolnog odnosa ili upotrebom zaštitnih sredstava (prezervativa). Također, bičaš može po par dana preživjeti na ručniku pa je zato poželjno imati vlastiti ručnik.